# Arthroderma tuberculatum
Arthroderma tuberculatum är en svampart som beskrevs av Kuehn 1960. Arthroderma tuberculatum ingår i släktet Arthroderma och familjen Arthrodermataceae.   Inga underarter finns listade i Catalogue of Life.